# Талсух
Талсух — село в Тляратинском районе Дагестана. Входит в состав сельского поселения сельсовет Саниортинский.

## География
Расположено в 8 км к юго-востоку от районного центра — села Тлярата на левом берегу реки Аварское Койсу.

## Население
| 1869 | 1888 | 1895 | 1926 | 1939 | 1970 | 1989 |
| ---- | ---- | ---- | ---- | ---- | ---- | ---- |
| 71   | ↗187 | ↘84  | ↘53  | ↗76  | ↗143 | ↗226 |
| 2002 | 2010 | 2021 |      |      |      |      |
| ↗300 | ↗394 | ↘389 |      |      |      |      |